# هيوماكس
هيوماكس (بالإنجليزية: Humax) هي شركة إلكترونيات. تأسست في كوريا الجنوبية عام 1989، وتصنع أجهزة استقبال البث الفضائي ومسجلات الفيديو الرقمية وغيرها من الالكترونيات الاستهلاكية. يتم تداول أسهمها في بورصة كوسداك.

## وصلات خارجية
- الموقع الرسمي